# Já, robot (kniha)
Já, robot (anglicky I, Robot) je soubor devíti sci-fi povídek od Isaaca Asimova, který byl poprvé publikován vydavatelstvím Gnome Press roku 1950  v nákladu 5 000 výtisků. Povídky se původně objevovaly v amerických časopisech Super Science Stories a Astounding Science Fiction v letech 1940 až 1950. Ačkoliv mohou být povídky čteny zvlášť, sdílejí motiv interakce lidí, robotů a morality a dohromady tvoří příběh Asimovy fiktivní historie robotiky.
V některých povídkách vystupuje jako hlavní postava doktorka Susan Calvinová, hlavní robopsycholožka Národní americké společnosti pro výrobu robotů, a. s. (v anglickém originále US Robots and Mechanical Men), předního výrobce robotů. Poprvé se objevila v povídce „Lhář!“. Po zveřejnění povídek Asimov napsal rámcový příběh, který jednotlivé povídky představuje jako vzpomínky doktorky Calvinové během interview o její životní práci. Především jde o odchylky v chování robotů a využití robopsychologie k jejich odstranění. Kniha též obsahuje povídku, v níž se poprvé objevily Asimovovy tři zákony robotiky (povídka „Hra na honěnou“). Mezi další postavy, které zde vystupují, patří Gregory Powell a Michael Donovan, kteří testují prototypy robotů a hledají příčiny jejich poruch.

## Historie
V lednovém čísle sci-fi časopisu z roku 1939 Amazing Stories vyšla povídka „Já, robot“ o sympatickém robotovi od autora s pseudonymem Eando Binder, která Isaaca Asimova ovlivnila. Ještě předtím četl v prosinci 1938 v časopise Astounding Science Fiction povídku „Helen O´Loy“ od Lestera Del Reye s podobným námětem. 10. května 1939 se Asimov pustil do psaní své první povídky o robotech, trvalo mu 2 týdny, než ji dokončil. Jmenovala se „Robbie“ a byla velmi podobná „Helen O´Loy“. Frederik Pohl doporučil redaktorovi Astounding Science Fiction Johnu W. Campbellovi, aby ji z tohoto důvodu netiskl. Otiskl ji až samotný Pohl v září 1940 poté, co se sám stal redaktorem sci-fi časopisu Super Science Stories, avšak pod odlišným názvem „Strange Playfellow“.
Následovala povídka „Rozum“, kterou Campbell přijal 22. listopadu 1940 a která vyšla v jeho časopisu v dubnu následujícího roku. Asimov byl nadšen a rychle napsal další povídku „Lhář!“, kterou Campbell otiskl hned v příštím květnovém čísle. Ve čtyřicátých letech napsal Isaac Asimov pro Astounding Science Fiction další povídky o robotech - „Chyť toho králíka!“, „Únik“ (anglicky „Escape“, ale Campbell ji přejmenoval na „Paradoxical Escape“, protože 2 roky předtím již otiskl povídku se stejným názvem), „Důkaz“ a „Konflikt nikoli nevyhnutelný“.
Frederika Pohla, tou dobou literárního agenta Isaaca Asimova napadlo, že by se mohla sestavit knížka z již vydaných povídek. Významné nakladatelství Doubleday o ni nemělo zájem, ale projevilo ho malé nakladatelství Gnome Press. Ačkoli Asimov chtěl titul Mind and Iron, nakladatelství si prosadilo název I, robot (Já, robot) přes autorovy protesty, že stejně se jmenuje povídka od Eando Bindera. Byla to druhá kniha, která spisovateli vyšla (tou první byl román Oblázek na obloze). Nezpůsobila sice na trhu žádný převrat, ale pomalu a jistě se rok od roku prodávala. Během 5 let byla vydána i ve speciální úpravě pro armádu a v levnější vázané edici, také vyšla v Německu (byl to první překlad knihy Isaaca Asimova).

## Seznam povídek
- „Robbie“ (anglicky „Robbie“ nebo „Strange Playfellow“) - Westonovi pořídí své dceři Glorii chůvu, kterou je nemluvící robot Robbie. Zatímco Glorie si jej zamiluje, její matce se přestane líbit.
- „Hra na honěnou“ (anglicky „Runaround“ nebo „Cycle Fermé“) - Mike Donovan a Greg Powell mají na Merkuru testovat nové roboty. Potřebují ale selen, a tak pro něj vyšlou robota Rychlíka. Ten se přiblíží k selenovému jezírku a začne běhat kolem dokola dodržuje zákony robotiky.
- „Rozum“ (anglicky „Reason“) - Mike Donovan a Greg Powell zkonstruují nový typ robota CHTR-1, jenž dokáže samostatně uvažovat. Robot nemůže pochopit, že ho stvořili lidé, tedy méně inteligentní bytosti, než je on sám. Povídka vyšla v češtině i pod názvem „Dedukce“.
- „Chyť toho králíka!“ (anglicky „Catch That Rabbit“) - Greg Powell a Mike Donovan mají vyladit nový typ robota, jenž má na starost dalších 6 robotů. Roboti přestávají pracovat, když je nikdo nesleduje, a chovají se podivně.
- „Lhář!“ (anglicky „Liar!“) - povídka o robotovi, který umí číst myšlenky. Susan Calvinová se snaží rozluštit tuto záhadu.
- „Malý ztracený robot“ (anglicky „Little Lost Robot“) - Susan Calvinová a Peter Bogert přilétají na Hyperzákladnu, kde mají vyřešit záhadu zmizení robota, jenž to dostal příkazem.
- „Únik“ (anglicky „Escape“ nebo „Paradoxical Escape“) - na Národní americkou společnost pro výrobu robotů se obrátí konkurence, aby zadali svému robotovi přepočet rovnic pro motor pro interstellární lety, jejich vlastní superpočítač se zhroutil, neboť se dostal do konfliktu se zákony robotiky.
- „Důkaz“ (anglicky „Evidence“) - v probíhající volební kampani o místo starosty nařkne Francis Quinn svého rivala Stephena Byerleye z toho, že je robot. Je na Byerleym, aby dokázal opak.
- „Konflikt nikoli nevyhnutelný“ (anglicky „The Evitable Conflict“ nebo „Conflict Evitable“) - robopsycholožka Susan Calvinová je pozvána do kanceláře k Stephenu Byerleymu. Ten má pocit, že stroje řídící světovou ekonomiku nefungují, jak mají.

## Filmové zpracování
- Já, robot - vědeckofantastický film USA z roku 2004 volně zpracovaný podle některých povídek z této sbírky. Režie Alex Proyas, hrají Will Smith, Bridget Moynahan, Bruce Greenwood, Alan Tudyk, James Cromwell, Shia LaBeouf, Chi McBride, Aaron Douglas, Simon Baker, Tiffany Lyndall-Knight, Emily Tennant, Terry Chen.[6]